# Ode to the Ghetto
Albums de Guilty Simpson
O. J. Simpson
(2010)
Singles
1. Getting Bitches
Sortie : 2007
2. She Won't Stay at Home
Sortie : 2007
3. Man's World
Sortie : 2007
4. Footwork
Sortie : 2008
5. Ode to the Ghetto
Sortie : 2008
6. Home Invazion
Sortie : 2008

Ode to the Ghetto est le premier album studio de Guilty Simpson, sorti le 25 mars 2008.
L'album s'est classé  23e au Top Heatseekers et 69e au Top R&B/Hip-Hop Albums.

## Liste des titres
| No  | Titre                                                                                            | Contient un (des) sample(s) de                                | Durée |
| --- | ------------------------------------------------------------------------------------------------ | ------------------------------------------------------------- | ----- |
| 1.  | The American Dream (Produit par Madlib)                                                          | New Bombay de Madlib                                          | 2:10  |
| 2.  | Robbery (Produit par Mr. Porter)                                                                 |                                                               | 3:20  |
| 3.  | She Won't Stay at Home (Produit par Madlib)                                                      |                                                               | 1:55  |
| 4.  | Footwork (Produit par Oh No)                                                                     |                                                               | 3:29  |
| 5.  | Ode to the Ghetto (Produit par Oh No)                                                            | Ghetto de Oh No                                               | 3:27  |
| 6.  | Get Bitches (featuring Kon Artis – Produit par Mr. Porter)                                       |                                                               | 2:19  |
| 7.  | I Must Love You (Produit par J Dilla)                                                            | A Night on Bare Mountain d'Isao Tomita                        | 3:17  |
| 8.  | The Future (featuring MED – Produit par Madlib)                                                  | Movin' World d'Omega                                          | 2:57  |
| 9.  | Pigs (Produit par Madlib)                                                                        |                                                               | 1:49  |
| 10. | My Moment (Produit par Black Milk)                                                               |                                                               | 2:53  |
| 11. | Run (featuring Black Milk et Sean Price – Produit par Black Milk)                                | Working All Day de Gentle Giant Aranjuez Adagio d'Isao Tomita | 3:40  |
| 12. | Kinda Live (Produit par Mr. Porter)                                                              |                                                               | 3:19  |
| 13. | Yikes (Produit par Madlib)                                                                       |                                                               | 2:05  |
| 14. | The Real Me (Produit par Black Milk)                                                             | And You and I de Yes                                          | 2:44  |
| 15. | Kill 'Em (Produit par DJ Babu)                                                                   | L'Homme à tête de chou de Serge Gainsbourg                    | 3:09  |
| 16. | Almighty Dreadnaughtz (featuring Supa Emcee, Krizsteel et Konnie Ross – Produit par Konnie Ross) |                                                               | 5:02  |